# Bezirk Trient
Der Bezirk Trient (auch: Bezirk Trient Umgebung; italienisch: Trento) war ein Politischer Bezirk in der Gefürsteten Grafschaft Tirol. Der Bezirk umfasste Gebiete im Zentrum des Trentino. Sitz der Bezirkshauptmannschaft war die Stadt Trient. Das Gebiet wurde nach dem Ersten Weltkrieg Italien zugeschlagen.

## Geschichte
Die modernen, politischen Bezirke der Habsburgermonarchie wurden 1868 im Zuge der Trennung der politischen von der judikativen Verwaltung geschaffen.
Der Bezirk Trient wurde dabei 1868 aus den sieben Gerichtsbezirken Trient (Trento), Cembra, Civezzano, Lavis, Mezolombardo, Pergine und Vezzano gebildet, wobei die zum Gerichtsbezirk Trient gehörende Stadt Trient nicht Teil des Bezirks war.
Im Bezirk Trient lebten 1869 83.177 Personen, wobei der Bezirk 13.386 Häuser beherbergte und 16,18 Quadratmeilen umfasste.
Der Gerichtsbezirk Mezolombardo wurde dabei per 1. August 1906 vom Bezirk Trient abgespalten und zu einem eigenständigen Bezirk, dem Bezirk Mezolombardo erhoben.
Der Bezirk Trient umfasste 1910 eine Fläche von 688,90 km² und beherbergte eine Bevölkerung von 69.265 Personen, davon hatten 1.787 Deutsch, 66.745 Italienisch oder Ladinisch und 693 eine andere Sprache als Umgangssprache angegeben oder waren Staatsfremde. Der Bezirk bestand aus sechs Gerichtsbezirken mit insgesamt 65 Gemeinden.
Durch die Grenzbestimmungen des am 10. September 1919 abgeschlossenen Vertrages von Saint-Germain wurde der Bezirk Trient zur Gänze Italien zugeschlagen.